# Soembaboeboekuil
De soembaboeboekuil (Ninox rudolfi) is een vogel uit de familie Strigidae (Echte uilen). De vogel werd in 1882 geldig beschreven door de Duitse dierkundige  Adolf Bernard Meyer en als eerbetoon vernoemd naar de tragische prins Rudolf van Oostenrijk (1858-1889), zoon van de keizer die grote belangstelling had voor de natuurwetenschappen.

## Verspreiding en leefgebied
Deze soort is endemisch op Soemba, een eiland dat behoort tot de Kleine Soenda-eilanden van Indonesië.

## Status
De grootte van de populatie is in 2019 geschat op 6000-15000 volwassen vogels. Op de Rode lijst van de IUCN heeft deze soort de status gevoelig.